# Bengtestjärnen
Bengtestjärnen är en sjö i Vilhelmina kommun i Lappland och ingår i Ångermanälvens huvudavrinningsområde. Sjön har en area på 0,0596 kvadratkilometer och ligger 412 meter över havet. Sjön avvattnas av vattendraget Aronsjöbäcken.

## Delavrinningsområde
Bengtestjärnen ingår i det delavrinningsområde (717765-154243) som SMHI kallar för Utloppet av Aronsjön. Medelhöjden är 398 meter över havet och ytan är 13,06 kvadratkilometer. Det finns inga avrinningsområden uppströms utan avrinningsområdet är högsta punkten. Aronsjöbäcken som avvattnar avrinningsområdet har biflödesordning 3, vilket innebär att vattnet flödar genom totalt 3 vattendrag innan det når havet efter 283 kilometer. Avrinningsområdet består mestadels av skog (66 procent) och sankmarker (13 procent). Avrinningsområdet har 2,04 kvadratkilometer vattenytor vilket ger det en sjöprocent på 15,6 procent.